# Anoplosiagum simplicipes
Anoplosiagum simplicipes är en skalbaggsart som beskrevs av Chapin 1932. Anoplosiagum simplicipes ingår i släktet Anoplosiagum och familjen Melolonthidae. Inga underarter finns listade i Catalogue of Life.